# Bolax oberthuri
Bolax oberthuri är en skalbaggsart som beskrevs av Ohaus 1903. Bolax oberthuri ingår i släktet Bolax och familjen Rutelidae. Inga underarter finns listade.